# Arichanna ditetragona
Arichanna ditetragona är en fjärilsart som beskrevs av Eugen Wehrli 1938. Arichanna ditetragona ingår i släktet Arichanna och familjen mätare. Inga underarter finns listade i Catalogue of Life.